# SEC22C
SEC22C (англ. SEC22 homolog C, vesicle trafficking protein) – білок, який кодується однойменним геном, розташованим у людей на 3-й хромосомі. Довжина поліпептидного ланцюга білка становить 303 амінокислот, а молекулярна маса — 34 269.
| 10         |  | 20         |  | 30         |  | 40         |  | 50         |
| ---------- |  | ---------- |  | ---------- |  | ---------- |  | ---------- |
| MSVIFFACVV |  | RVRDGLPLSA |  | STDFYHTQDF |  | LEWRRRLKSL |  | ALRLAQYPGR |
| GSAEGCDFSI |  | HFSSFGDVAC |  | MAICSCQCPA |  | AMAFCFLETL |  | WWEFTASYDT |
| TCIGLASRPY |  | AFLEFDSIIQ |  | KVKWHFNYVS |  | SSQMECSLEK |  | IQEELKLQPP |
| AVLTLEDTDV |  | ANGVMNGHTP |  | MHLEPAPNFR |  | MEPVTALGIL |  | SLILNIMCAA |
| LNLIRGVHLA |  | EHSLQVAHEE |  | IGNILAFLVP |  | FVACIFQCYL |  | YLFYSPARTM |
| KVVLMLLFIC |  | LGNMYLHGLR |  | NLWQILFHIG |  | VAFLSSYQIL |  | TRQLQEKQSD |
| CGV        |  |            |  |            |  |            |  |            |

A: Аланін

C: Цистеїн

D: Аспарагінова кислота

E: Глутамінова кислота

F: Фенілаланін

G: Гліцин

H: Гістидин

I: Ізолейцин

K: Лізин

L: Лейцин

M: Метіонін

N: Аспарагін

P: Пролін

Q: Глутамін

R: Аргінін

S: Серин

T: Треонін

V: Валін

W: Триптофан

Задіяний у таких біологічних процесах, як транспорт, транспорт білків, транспорт між ендоплазматичним ретикулумом і апаратом Гольджі, альтернативний сплайсинг. 
Локалізований у мембрані, ендоплазматичному ретикулумі.